# Oude kerkje (Sleeuwijk)

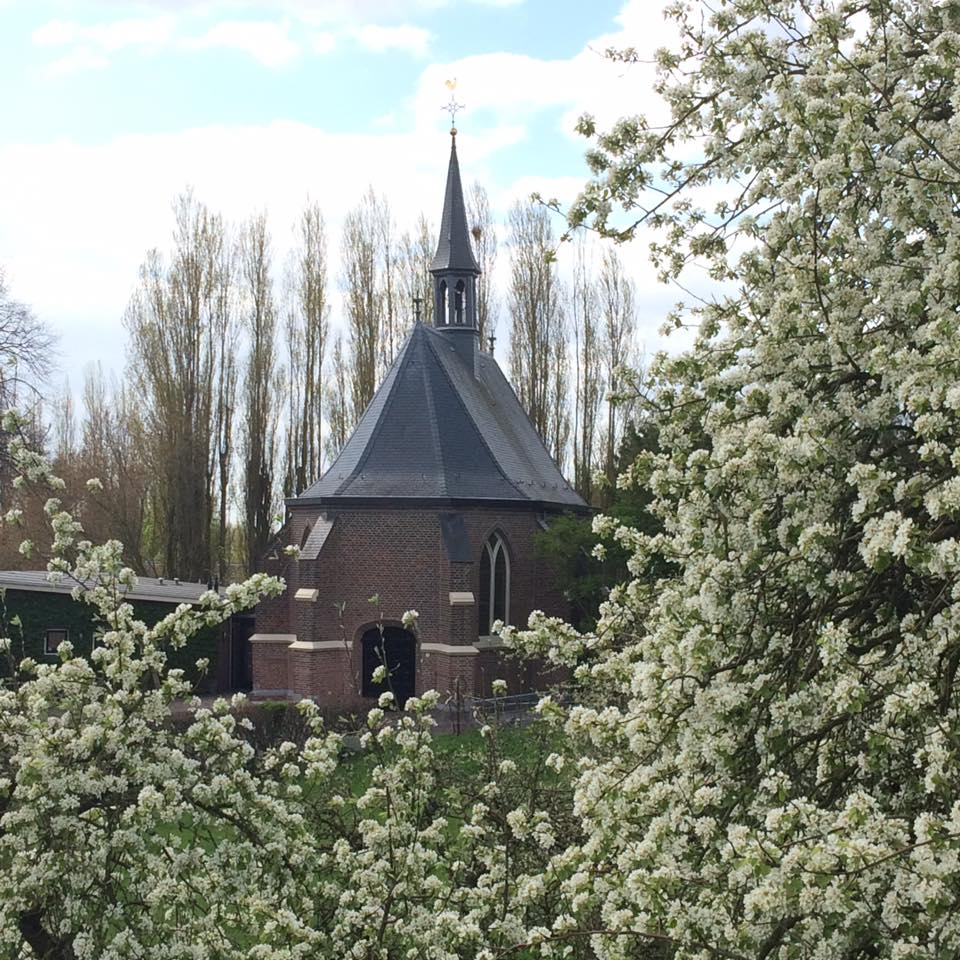
Het Oude Kerkje te Kerkeinde, Sleeuwijk

Het Oude kerkje is een voormalig Hervormd kerkgebouw in Sleeuwijk, feitelijk De Werken (gemeente Altena, Nederlandse provincie Noord-Brabant). Het bevindt zich aan Kerkeinde 32 aan de voet van de dijk.
In de 16e eeuw werd hier een kapel gebouwd, wat een eenvoudig zaalkerkje moet zijn geweest. Toen in 1589 de Merwededijk door de Geuzen werd doorgestoken, werd dit kerkje zwaar beschadigd. Het kwam in handen van de Hervormden en er werden herstelwerkzaamheden uitgevoerd. Terwijl er reeds een 3/8 koorsluiting bestond werd een dergelijke sluiting in 1613 - 1614 ook aan de westzijde toegevoegd. Als zodanig kan het kerkje als een voorbeeld van vroege protestantse kerkenbouw worden beschouwd. In 1856 werd bepleistering aangebracht, evenals een tongewelf en trekbalken. Tussen 1902 en 1910 zijn een aantal wijzigingen uit 1856 weer ongedaan gemaakt, maar tongewelf en trekbalken werden gehandhaafd. Later zijn nog enkele aanbouwen aangebracht, maar het merendeel van het muurwerk is nog 16e- en 17e-eeuws.
Het orgel dateert van 1962 en is gebouwd door de firma H.J. Vierdag te Enschede. Het heeft in een aantal kerken dienstgedaan en werd in 2006 te Sleeuwijk geplaatst.